# Giulia Gwinn
Giulia Gwinn, née le 2 juillet 1999 à Friedrichshafen, est une footballeuse internationale allemande, qui joue au poste d'arrière droit au Bayern Munich.

## Biographie

### Enfance et formation
Giulia Gwinn commence le  football à l'âge de huit ans. Sa mère y étant opposée, elle essaie en parallèle le handball, le taekwondo et le cyclisme artistique.

### En club
En 2015, elle signe son premier contrat professionnel avec le SC Fribourg et décline les offres du Bayern et du Turbine Potsdam.
Le 25 février 2019, le Bayern Munich annonce que Gwinn rejoint l'effectif professionnel dès la saison 2019-2020. Deux ans plus tard, elle prolonge son contrat jusqu'en 2025.

### En sélection
Le 14 mai 2019, Martina Voss-Tecklenburg annonce sa liste pour la coupe du monde et Gwinn en fait partie. Lors de la Coupe du monde féminine de football 2019, elle inscrit un but dans le premier match qui offre la victoire à l'Allemagne. Elle est élue joueuse du match. Elle déclare à l'issue du match : « Je n’ai pas été surprise par la prestation de la Chine. Je savais que c’était un adversaire très fort. Ce qui est important, c’est d’avoir pris trois points et d’avoir gagné. Mon but ? Chaque but que l’on marque pour la sélection nationale est important. Mais je pense que je n’oublierai jamais celui-là. Mon match ? Si je n’ai pas joué avec beaucoup de pression, c’est parce que dans notre équipe il y a des joueuses expérimentées, qui sont là depuis longtemps, elles donnent beaucoup de conseils. C’est grâce à elles que j’ai pu jouer ainsi aujourd’hui. ». Au fur et à mesure de la coupe du monde, elle est progressivement considérée comme la pépite du football féminin allemand. Son équipe est toutefois éliminée en quart de finale, ce qui représente une réelle déception pour l'Allemagne, mais elle est récompensée par sa sélectionneuse qui reconnait que Gwinn a réalisé un très bon tournoi.
En 2022, elle atteint la finale de l'Euro de football féminin avec l'équipe allemande mais la perd au terme d'un match serré contre l'Angleterre.

## Palmarès

### En club
- Bayern Munich
  - Championnat d'Allemagne (4)
    - Championne en 2021, 2023, 2024 et 2025

  - Coupe d'Allemagne (1)
    - Vainqueure en 2025

  - Supercoupe d'Allemagne (1)
    - Vainqueure en 2024

### Sélection
- Équipe d'Allemagne
  - Championnat d'Europe
    - Finaliste : 2022

  - Jeux olympiques
    -  Médaille de bronze : 2024

### Distinctions
- Meilleure jeune joueuse de la Coupe du monde féminine de football 2019

## Statistiques

### En club
Le tableau ci-dessous retrace la carrière de Giulia Gwinn depuis ses débuts :

| Saison                | Club                  | Championnat           | Championnat | Championnat | Coupe(s) nationale(s) | Coupe(s) nationale(s) | Compétition(s) continentale(s) | Compétition(s) continentale(s) | Compétition(s) continentale(s) | Total | Total |
| Saison                | Club                  | Division              | M.          | B.          | M.                    | B.                    | Comp.                          | M.                             | B.                             | M.    | B.    |
| 2015-2016             | SC Fribourg           | Bundesliga            | 10          | 2           | 3                     | 2                     | -                              | -                              | -                              | 13    | 4     |
| 2016-2017             | SC Fribourg           | Bundesliga            | 20          | 5           | 3                     | 0                     | -                              | -                              | -                              | 23    | 5     |
| 2017-2018             | SC Fribourg           | Bundesliga            | 19          | 7           | 2                     | 0                     | -                              | -                              | -                              | 21    | 7     |
| 2018-2019             | SC Fribourg           | Bundesliga            | 22          | 8           | 4                     | 5                     | -                              | -                              | -                              | 26    | 13    |
| Sous-total            | Sous-total            | Sous-total            | 71          | 22          | 12                    | 7                     | -                              | -                              | -                              | 83    | 29    |
| 2019-2020             | Bayern Munich         | Bundesliga            | 14          | 1           | -                     | -                     | C1                             | 3                              | 0                              | 17    | 1     |
| 2020-2021             | Bayern Munich         | Bundesliga            | 2           | 0           | -                     | -                     | C1                             | -                              | -                              | 2     | 0     |
| 2021-2022             | Bayern Munich         | Bundesliga            | 20          | 5           | 4                     | 0                     | C1                             | 7                              | 1                              | 31    | 6     |
| 2022-2023             | Bayern Munich         | Bundesliga            | 3           | 1           | 1                     | 1                     | C1                             | 2                              | 0                              | 6     | 2     |
| 2023-2024             | Bayern Munich         | Bundesliga            | 11          | 2           | -                     | -                     | C1                             | 6                              | 1                              | 17    | 3     |
| Sous-total            | Sous-total            | Sous-total            | 51          | 9           | 5                     | 2                     | -                              | 17                             | 2                              | 73    | 13    |
| Total sur la carrière | Total sur la carrière | Total sur la carrière | 122         | 31          | 18                    | 9                     | -                              | 17                             | 2                              | 157   | 42    |